# Ор (остров)
Ор, или Иль-д’Ор (фр. Île d’Or — буквально «Золотой остров») — небольшой частный остров в Средиземном море общей площадью в 0,594 км², расположенный у берегов Франции. Административно входит в состав коммуны Сен-Рафаэль департамента Вар.

## Расположение
Остров находится в Средиземном море. Он является частью района Драмон французской коммуны Сен-Рафаэль в регионе Вар. Этот прибрежный муниципалитет на Лазурном Берегу имеет тридцать пять километров береговой линии. Иль-д’Ор известен необычным пляжем, состоящим из голубоватой гальки, являющейся результатом многолетних геологических процессов.

## Топонимика
Вопрос происхождения названия острова в настоящее время является дискуссионным в научном сообществе. Наименование Иль-д’Ор не указано ни на портуланах, ни на морских картах, датируемых восемнадцатым веком. Однако точно установлено, что после падения Константинополя в 1453 году, в районе острова начали активно заниматься пиратством арабские (в частности, османские) мореплаватели, давшие ему название, в буквальном переводе означающее «заслуживающий доверия остров».

## История

### Древняя история
Как свидетельствуют многочисленные подводные археологические раскопки, римские морские пути пролегают вдоль побережья Средиземного моря. Так, в 2017 году было объявлено об обнаружении десяти затонувших кораблей вблизи берегов Иль-д’Ор.

### Под управлением Огюста Люто
26 января 1909 года врач и путешественник Огюст Люто приобрел остров у его предыдущего владельца Леона Сержана, обыграв его в вист и дополнительно выплатив ему 300 золотых франков, что составляет 1191,73 евро по курсу 2019 года. Акт продажи острова был официально заверен нотариусом и в настоящее время хранится у потомков Люто. 15 мая 1909 года он закончил на только что приобретенном острове строительство башни, которая сохранилась до наших дней. Помимо прочего, Люто возвёл на Иль-д’Ор небольшое шале. В 1913 году Люто провозгласил Иль-д’Ор независимым государством, объявив себя королем Огюстом I и начав выпуск собственных медалей, монет и почтовых марок. Правление Огюста I продлилось вплоть до 1925 года, когда он скончался в возрасте 77 лет.

### Остров в наши дни
Ныне остров Ор остается частным владением потомков Огюста Люто, где они традиционно проводят свои летние отпуска в построенном Люто шале. Ввиду частного статуса острова, высадка посторонних на его берег ныне запрещена.